# Заяц, Иван Александрович
Иван Александрович Заец (укр. Іван Олександрович Заєць; род. 5 июля 1952, село Лозница Народичского района Житомирской области) — украинский государственный деятель, депутат Верховной Рады Украины I (1990—1994), II (1994—1998), III (1998—2000), IV (2002—2006), VI (2007—2012) созывов; Министр экологии и природных ресурсов Украины (2000—2001).

## Биография
Родился 5 июля 1952 года в селе Лозница Народичского района Житомирской области в семье крестьян.
В 1974 году окончил Украинскую сельскохозяйственную академию по специальности экономическая кибернетика в сельском хозяйстве, экономист-математик.
В 1979—1982 годах учился в аспирантуре Института экономики АН УССР. Также окончил юридический факультет Киевского университета им. Т.Г. Шевченко.
В 1974—1975 годах — главный экономист колхоза им. Ленина в селе Горошков Тетиевского района Киевской области.
В 1975—1978 годах работал старшим экономистом, старшим научным сотрудником в киевском филиале Центрального института агрохимического обслуживания в посёлке Чабаны Киевской области.
В 1978—1979 и 1982—1990 годах работал на инженерских должностях и должности младшего научного сотрудника Института экономики АН УССР.

## Общественная деятельность
В середине 1980-х годов начал активную общественно-политическую деятельность.
Один из основателей и руководителей украиноведческого клуба «Спадщина» («Наследие») при Киевском доме учёных, Общества украинского языка им. Т. Г. Шевченко, Народного Руха Украины (за перестройку).
Член Народного Руха Украины с 1989 до апреля 1999 года. С 1990 года — заместитель председателя Совета коллегий Руха.
Инициатор создания Общественного объединения помощи Литовской Республике.
С октября 1991 до марта 1999 года — член Провода Руха.
С октября 1991 до марта 1992 года — председатель Совета коллегий, заместитель председателя НРУ.
С сентября 1992 года — председатель Киевского краевого Руха.
До марта 1999 года — член президиума НРУ.
С октября 1997 по март 1999 года — заместитель председателя НРУ.
С декабря 1999 по январь 2003 года — член президиума Центрального провода Руха (УНР), 1-й заместитель председателя Руха (УНР).
В январе 2003 года УНР была переименована в Украинскую народную партию. Иван Заяц — первый заместитель председателя Украинской Народной Партии, член Центрального Провода и Правления УНП.
В 2000-е годы член Президиума Украинского всемирного координационного Совета и Президиума Общества «Украина—Мир», член Национального Совета Конгресса украинской интеллигенции и Центрального совета Всеукраинского общества «Просвита». Председатель Украинского благотворительного фонда «Триполье».

## Государственная деятельность
18 марта 1990 года был избран депутатом Верховной Рады Украины I созыва от Святошинского избирательного округа № 17 (Киев). В парламенте занимал должность Председателя подкомиссии Комиссии по вопросам экономической реформы и управления народным хозяйством. Входил в Народную Раду.
Весной 1994 года был избран депутатом Верховной Рады Украины II созыва от Святошинского избирательного округа № 18 (Киев). В парламенте занимал должность Заместителя председателя Комитета по иностранным делам и связям с СНГ. Уполномоченный член фракции НРУ.
29 марта 1998 года был избран депутатом Верховной Рады Украины III созыва по многомандатному общегосударственному округу от Народного Руха Украины (№ 6 в списке). В парламенте был членом фракции Народного Руха Украины. Занимал должность Первого заместителя председателя Комитета по иностранным делам и связям с СНГ. 2 марта 2000 года сложил свои депутатские полномочия в связи с назначением Министром экологии и природных ресурсов Украины.
С 31 января 2000 по 29 мая 2001 года — Министр экологии и природных ресурсов Украины в правительстве Виктора Ющенко; член Правительственного комитета по реформированию аграрного сектора и по вопросам экологии.
С февраля 2000 по август 2001 года — член Совета национальной безопасности и обороны Украины.
31 марта 2002 года был избран депутатом Верховной Рады Украины IV созыва по многомандатному общегосударственному округу от избирательного блока политических партий "Блок Виктора Ющенко «Наша Украина» (№ 8 в списке). В Верховной Раде представлял фракцию «Наша Украина» и фракцию Украинской Народной Партии (последняя была образована 16 марта 2005 года). Уполномоченный представитель фракции УНП.
В парламенте занимал должности Первого заместителя Председателя Комитета Верховной Рады Украины по вопросам экологической политики, природопользования и ликвидации последствий Чернобыльской катастрофы. Был членом Временной специальной комиссии Верховной Рады Украины по разработке проектов законов Украины о внесении изменений в Конституцию Украины, членом Временной специальной комиссии Верховной Рады Украины по мониторингу выполнения Рекомендаций парламентских слушаний «О взаимоотношениях и сотрудничестве Украины с НАТО» и Плана действий Украина—НАТО, членом групп по межпарламентским связям с Ирландией, Китайской Народной Республикой, Грузией.
В 2004—2005 годах — Доверенное лицо кандидата на пост Президента Украины В.Ющенко в территориальном избирательном округе № 200. Участник оранжевой революции 2004 года.
На парламентских выборах 26 марта 2006 года баллотировался по списку Украинского Народного Блока Костенко и Плюща (№ 4 в списке). Выборы блок проиграл, набрав 1,87% голосов.
30 сентября 2007 года был избран депутатом Верховной Рады Украины VI созыва по многомандатному общегосударственному округу от блока «Наша Украина — Народная самооборона» (№ 30 в списке). Член фракции Блока «Наша Украина — Народная самооборона» (23.11.2007—12.12.2012). Заместитель председателя Комитета по вопросам экологической политики, природопользования и ликвидации последствий Чернобыльской катастрофы (26.12.2007—12.12.2012).
На парламентских выборах 28 октября 2012 года баллотировался в одномандатном избирательном округе № 153 (Ровненская область), но проиграл, заняв лишь 4-е место.

## Семья
Дочери Олеся и Ярослава, сын Остап. 23 марта родился внук Дмитрий Заец.

## Интересные факты
Во время заседания Верховной Рады Украины, тогдашний спикер Иван Плющ, обращаясь к Ивану Зайцу, сказал фразу, ставшую крылатой: «Депутат Заєць! Чого ви скачете по залу? Ви ж не в лісі! Сядьте на своє місце!» («Депутат Заец! Чего вы скачете по залу? Вы же не в лесу! Сядьте на своё место!»).

## Награды
- Орден «За заслуги» III степени (11.12.1996)[2].
- Орден «За заслуги» II степени (03.07.2002)[3].
- Орден «За заслуги» I степени (18.01.2007)[4].
- Орден князя Ярослава Мудрого V степени (30.11.2009)[5].
- Юбилейная медаль «25 лет независимости Украины» (19.08.2016)[6]